# Chauténco
Chauténco es una localidad de México perteneciente al municipio de Acatlán en el estado de Hidalgo.

## Geografía
Se encuentra en la región del Valle de Tulancingo, la localidad se encuentra localizada en las coordenadas geográficas 20°7′46.712″N 98°26′56.171″O / 20.12964222, -98.44893639, con una altitud de 2175 m s. n. m. Se encuentra a una distancia aproximada de 2.0 kilómetros al sur de la cabecera municipal, Acatlán.
En cuanto a fisiografía se encuentra dentro de la provincia del Eje Neovolcánico dentro de la subprovincia de Llanuras y Sierras de Querétaro e Hidalgo; su terreno es de llanura. En lo que respecta a la hidrología se encuentra posicionado en la región del Pánuco, en la cuenca del río Moctezuma, en la subcuenca del río Metztitlán. Cuenta con un clima semiseco templado.

## Demografía
En 2020 registró una población de 1011 personas, lo que corresponde al 4.54 % de la población municipal. De los cuales 492 son hombres y 519 son mujeres. Tiene 264 viviendas particulares habitadas.
| Gráfica de evolución demográfica de Chauténco entre 1970 y 2020                              |
|                                                                                              |
| Población de los censos y conteos del Instituto Nacional de Estadística y Geografía (INEGI). |